# Dikasterium
Dikasterium (z řečtiny: δικαστήριον, romanizováno: dikastérion, lat. dicasterium, doslovný překlad: „soud“, od δικαστής, „soudce, porotce“) je instituce zřízená ke správě katolické církve v jemu vymezené oblasti. Dikasteria spolu se státním sekretariátem a dalšími kuriálními institucemi tvoří římskou kurii. Dikasterií je podle apoštolské konstituce Praedicate Evangelium celkem 16. V čele každého dikasteria stojí prefekt, s výjimkou dikasteria pro evangelizaci, v jehož čele stojí papež. 
Mezi dikasteria patří:
1. Dikasterium pro evangelizaci
2. Dikasterium pro nauku víry
3. Dikasterium pro službu milosrdenství
4. Dikasterium pro východní církve
5. Dikasterium pro bohoslužbu a svátosti
6. Dikasterium pro blahořečení a svatořečení
7. Dikasterium pro biskupy
8. Dikasterium pro klérus
9. Dikasterium pro společnosti zasvěceného života a společnosti apoštolského života
10. Dikasterium pro laiky, rodinu a život
11. Dikasterium pro podporu jednoty křesťanů
12. Dikasterium pro mezináboženský dialog
13. Dikasterium pro kulturu a vzdělávání
14. Dikasterium pro službu integrálnímu lidskému rozvoji
15. Dikasterium pro legislativní texty
16. Dikasterium pro komunikaci